# Hinrik Bornemann

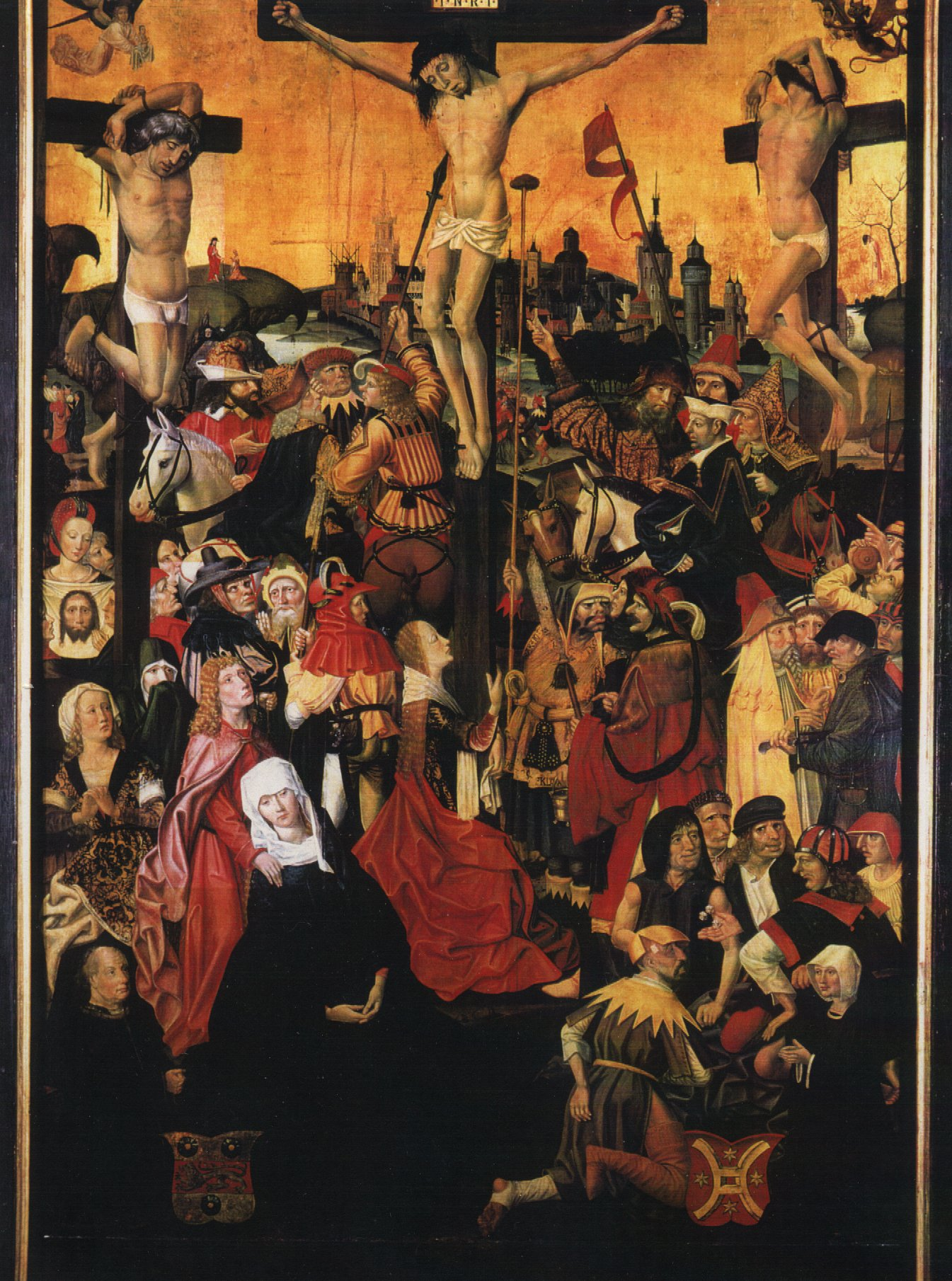
A Crucificação, 1490

Hinrik Bornemann (1450 em Hamburgo  - 1499) ou Henrik Bornemann ou ainda Hinrich Bornemann) foi um pintor alemão do norte da Alemanha. Era filho de Hans Bornemann, que morreu em 1474. Após a morte de seu pai, sua mãe casou com outros dois pintores: Hinrik Funhof, Absolon Stumme e Wilm Dedeke. Seu trabalho principal foi o Altar de São Lucas para o Mariendom em Hamburgo.